# Alelimma asema
Alelimma asema là một loài bướm đêm trong họ Erebidae.